# Station Klecken
Station Klecken (Haltepunkt Klecken) is een spoorwegstation in de Duitse plaats Klecken, gemeente Rosengarten, in de deelstaat Nedersaksen. Het station ligt aan de spoorlijn Wanne-Eickel - Hamburg. Op het station stoppen alleen treinen van metronom. Het station telt twee perronsporen.

## Treinverbindingen
De volgende treinserie doet station Klecken aan:
| Serie | Treinsoort              | Route | Bijzonderheden |
| ----- | ----------------------- | --- | -------------- |
| RB 41 | Regionalbahn (metronom) | Hamburg Hbf – Hamburg-Harburg – Klecken – Buchholz (Nordheide) – Tostedt – Rotenburg (Wümme) – Bremen Hbf |                |